# Santo Graal

The Damsel of the Sanct Grael por Dante Gabriel Rossetti

Santo Graal é uma expressão medieval que designa normalmente o cálice supostamente usado por Jesus Cristo na Última Ceia. Na literatura, José de Arimateia colheu o sangue de Jesus durante a crucificação, entretanto a origem do Santo Graal é muito anterior ao cristianismo, o Graal já existia entre os Celtas. A primeira referência a ele aparece num poema no qual é contada a busca do Rei Arthur e seus cavaleiros por um recipiente mágico. Esse recipiente poderia dar novo sabor a alimentos, vida e vigor às pessoas. A questão é que quando aparece durante a Idade Média, ela passa por um processo de cristianização. E neste contexto o recipiente mágico, que traria novamente vida e prosperidade num período de miséria a Camelot, se torna o Santo Graal.
Ele está presente nas Lendas Arturianas, sendo o objetivo da busca dos Cavaleiros da Távola Redonda, único objeto com capacidade para devolver a paz ao reino de Arthur. No entanto, outra interpretação (embora sem nenhum fundamento histórico), diz que ele designa a descendência de Jesus segundo a lenda, ligada à Dinastia Merovíngia. Nesta versão, o Santo Graal significaria Sangreal ou seja Sangue Real. Finalmente, também há uma interpretação em que ele é a representação do corpo de Maria Madalena, uma seguidora de Jesus. Estes dois últimos pontos de vista se popularizaram com o romancista e escritor de "O Código da Vinci" Dan Brown.

## A Lenda do Cálice Sagrado
Segundo a lenda, José de Arimateia teria recolhido no Cálice usado na Última Ceia (o Cálice Sagrado), o sangue que jorrou de Cristo quando ele recebeu o golpe de misericórdia, dado pelo soldado romano Longinus, usando uma lança, depois da crucificação.
Entretanto existem evidências da existência do Santo Graal antes mesmo do cristianismo, e ainda afirma que apesar das diferentes referências cristãs, a própria Igreja Católica nunca levou a sério esta lenda. BEHREND (2007) apresenta a origem da lenda celta que é de um século antes de Cristo. Os celtas eram guerreiros impiedosos, tanto as mulheres como os homens e costumavam decapitar os mortos, pois assim acreditavam que eles não poderiam ressuscitar. Este ato impiedoso se fundamenta na lenda de um caldeirão mágico onde pessoas mergulhadas nele voltavam a vida. Arqueólogos encontram um túmulo de um príncipe com um enorme caldeirão (grande o suficiente para uma pessoa caber dentro), com figuras de homens que eram mergulhados no caldeirão e voltavam a vida.
Em outra versão da lenda, teria sido a própria Maria Madalena que teria ficado com a guarda do cálice e o teria levado para a França, onde passou o resto de sua vida.
A lenda tornou-se popular na Europa nos séculos XII e XIII por meio dos romances de Chrétien de Troyes, particularmente através do livro "Le Conte du Graal" publicado por volta de 1190, e que conta a busca de Perceval pelo cálice.
Mais tarde, o poeta francês Robert de Boron publicou Roman de L'Histoire du Graal, escrito entre 1200 e 1210, que tornou-se a versão mais popular da história e já tem todos os elementos da lenda como a conhecemos hoje.
Na literatura medieval, a procura do Graal representava a tentativa por parte do cavaleiro de alcançar a perfeição. Em torno dele criou-se um complexo conjunto de histórias relacionadas com o reinado de Artur na Inglaterra, e da busca que os Cavaleiros da Távola Redonda fizeram para obtê-lo e devolver a paz ao reino. Nas histórias misturam-se elementos cristãos e pagãos relacionados com a cultura celta.
A presença do Graal na Inglaterra é justificada por ter sido José de Arimateia o fundador da Igreja Inglesa, para onde foi ao sair da Palestina.
Segundo algumas histórias, o Santo Graal teria ficado sob a tutela da Ordem do Templo, também conhecida como Ordem dos Pobres Cavaleiros de Cristo e do Templo de Salomão ou Ordem dos Templários, instituição militar-religiosa criada para defender as conquistas nas Cruzadas e os peregrinos na Terra Santa. Alguns associam aos templários a irmandade que Wolfram cita em "Parzifal".
Segundo uma das versões da lenda, os Templários teriam levado o cálice para a aldeia francesa de Rennes-Le-Château. Em outra versão, o cálice teria sido levado de Constantinopla para Troyes, na França, onde ele desapareceu durante a Revolução Francesa.
Em um país de maioria católica como o Brasil, a figura do Graal é tida, comummente, como a da taça que serviu Jesus durante a Última Ceia e na qual José de Arimateia teria recolhido o sangue de Jesus crucificado proveniente da ferida no flanco provocada pela lança que, tradicionalmente, atribui-se ao centurião romano Longino («Ao chegarem a Jesus, vendo-O já morto, não Lhe quebraram as pernas, mas um dos soldados perfurou-Lhe o lado com uma lança e logo saiu sangue e água» (João 19:33–34)).
A Igreja Católica não dá ao cálice mais do que um valor simbólico e acredita que o Graal não passa de literatura medieval, apesar de reconhecer que alguns personagens possam realmente haver existido. Nas representações de José de Arimateia em vitrais de igrejas, ele aparece segurando não um cálice, mas dois frascos ou galheteiros".
Alguns tomam o cálice de ágata que está na Catedral de Valência, na Espanha, como aquele que teria servido Cristo na Última Ceia. É por isso um importante centro de peregrinação.
Independentemente da veneração popular, esta referência é fundamental para o entendimento do simbolismo do Santo Graal já que, como explica a própria Igreja em relação à ferida causada por Longino, "do peito de Cristo adormecido na cruz, sai a água viva do batismo e o sangue vivo da Eucaristia. Deste modo, Ele é o cordeiro Pascal imolado".

## Origem

O Santo Graal aparece no escudo da Galícia.

A etimologia do Santo Graal tem inúmeras procedências, dentre as quais compara-se San Graal com SanG Real em referência ao imaculado sangue de Cristo coletado em um gradalis - cálice em latim. Com o brilho resplandecente das pedras sobrenaturais, o Graal, na literatura, às vezes aparece nas mãos de um anjo, às vezes aparece sozinho, movimentando-se por conta própria. Porém, a experiência de vê-lo só poderia ser conseguida por cavaleiros que se mantivessem castos.
Transportado para a história do Rei Arthur, onde nasce o mito da taça sagrada, encontramos o rei agonizante vendo o declínio do seu reino. Em uma visão, Arthur acredita que só o Graal pode curá-lo e tirar a Bretanha das trevas. Manda então seus cavaleiros em busca do cálice, fato que geraria todas as histórias em torno da Busca do Graal.
É interessante notar que a água é uma constante na história de Arthur. É na água que a vida começa, tanto a física como a espiritual. Arthur teria sido concebido ao som das marés, em Tintagel, que fica sob o castelo do Duque da Cornualha; tirou a Bretanha das mãos bárbaras em doze batalhas, cinco das quais às margens de um rio; entregou sua espada Excalibur ao espírito das águas e, ao final de sua saga, foi carregado pelas águas para nunca mais morrer. Certo de que sua hora havia chegado, Arthur pede a Bedivere que o leve à praia, onde três fadas (elemento ar) o aguardam em uma barca. "Consola-te e faz quanto possas porque em mim já não existe confiança para confiar. Devo ir ao vale de Avalon para curar a minha grave ferida", diz o rei.
Avalon é a mítica ilha das macieiras onde vivem os heróis e deuses celtas e onde teria sido forjada a primeira espada de Arthur - Excalibur. Na Cornualha, o nome Avalon - que em galês refere-se à maçã - é relacionado com a festa das maçãs, celebrada durante o equinócio de outono. Acreditam alguns que Avalon é Glastonbury, onde tanto Arthur quanto Guinevere teriam sido enterrados. A abadia de Glastonbury, onde repousaria o casal, é tida também como o lugar de conservação do Graal.

## O Mito

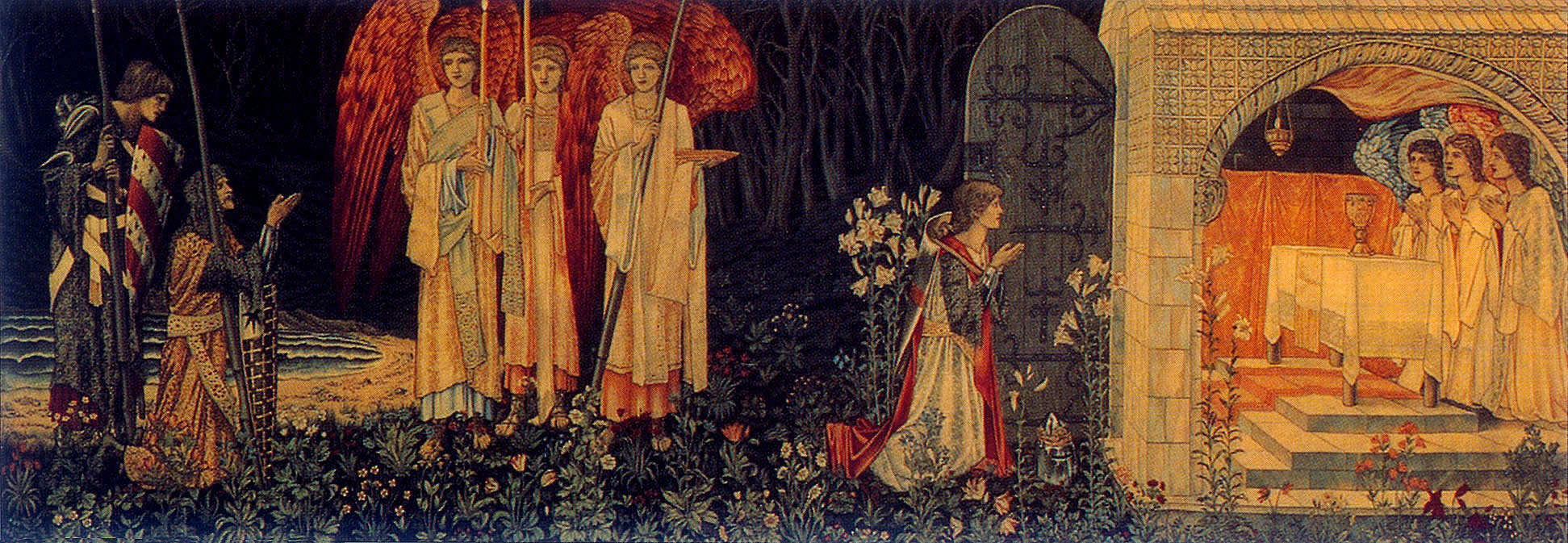
Os cavaleiros Galahad, Bors (o filho) e Percival acham o Graal.

A primeira referência literária ao Graal é "O Conto do Graal", do francês Chrétien de Troyes, em 1190.
Tratava-se de um poema inacabado de 9 mil versos que relata a busca do Graal, da qual Arthur nunca participou diretamente, e que acaba suspensa. Um mito por si só, "O Conto do Graal" é uma obra de ficção baseada em personagens e histórias reais que serve para fortalecer o espírito nacionalista do Reino Unido, unindo a figura de um governante invencível a um símbolo cristão. Mas por que o cálice teria sido levado para a Inglaterra? Do ponto de vista literário, já foi explicado.
Porém há outras histórias muito mais interessantes - e ousadas - para explicar isto. Diz-se que durante sua permanência na Cornualha, Jesus havia recebido em dádiva um cálice de um druida convertido ao cristianismo (isto entendido como "o que era pregado por Cristo"), e por aquele objeto Jesus tinha um carinho especial. Após a crucificação, José de Arimateia quis levá-lo santificado pelo sangue de Cristo ao seu antigo dono, o druida, que era Merlin, traço de união entre a religião celta e a cristã.
É na obra de Robert de Boron que o mito retrocede no tempo até chegar a Cristo e à Última Ceia. José de Arimateia era um judeu muito rico, membro do supremo tribunal hebreu - o Sinédrio. É ele que, como descrito nos Evangelhos, pede a Pilatos o corpo de Jesus para ser colocado em um sepulcro em suas terras.
Boron conta que certa noite José é ferido na coxa por uma lança (perceba também, sempre presente, as referências às lanças e espadas, símbolos do fogo tanto nas histórias de Jesus como de Arthur). Em outra versão, a ferida é nos genitais e a razão seria a quebra do voto de castidade. Este fato está totalmente relacionado à traição de Lancelote que seduz Guinevere, a esposa de Arthur. Após a batalha entre os dois, a espada de Arthur, Caliburnius, é quebrada - pois é usada para fins mesquinhos - e jogada em um lago onde é recolhida pela Dama do Lago antes que afunde.
Depois lhe é oferecida outra espada, esta sim, Excalibur. Somente uma única vez Boron chama a taça de Graal. Em um inciso, ele deduz que o artefato já tinha uma história e um nome antes de ser usado por Jesus: "eu não ouso contar, nem referir, nem poderia fazê-lo (...) as coisas ditas e feitas pelos grandes sábios. Naquele tempo foram escritas as razões secretas pelas quais o Graal foi designado por este nome".
José de Arimateia foi, portanto, o primeiro custódio do Graal. O segundo teria sido seu genro Bron. Algumas seitas sustentam que o Ciclo do Graal não estará fechado enquanto não aparecer o terceiro custódio. Esta resposta parece vir com "A Demanda do Graal", de autor desconhecido, que coloca Galahad como único entre os cavaleiros merecedor de se tornar guardião do Graal.

## Outras Formas do Graal

### O Graal-Pedra

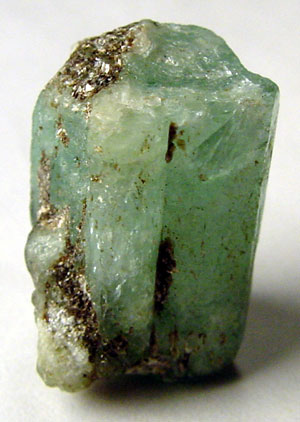
Esmeralda

Toda a história é mudada quando contada pelo alemão Wolfram von Eschenbach, quase ao mesmo tempo que Boron. Em "Parzifal", Eschenbach coloca na mão dos Templários a guarda do Graal que não é uma taça, mas sim uma pedra: "Sobre uma verde esmeralda. Ela trazia o desejo do Paraíso: era objeto que se chamava o Graal"!
Para Eschenbach, o Graal era realmente uma pedra preciosa, pedra de luz trazida do céu pelos anjos. Ele imprime ao nome do Graal uma estreita dependência com as forças cósmicas. A pedra é chamada Exillis, Lapis exillis ou Lapis ex coelis, que significa "pedra caída do céu".
É a referência à esmeralda na testa de Lúcifer que representava seu Terceiro Olho. Quando Lúcifer, o Anjo de Luz, se rebelou e desceu aos mundos inferiores, a esmeralda partiu-se pois sua visão passou a ser prejudicada. Um dos três pedaços ficou em sua testa, dando-lhe a visão deformada que foi a única coisa que lhe restou. Outro pedaço caiu ou foi trazido à Terra pelos anjos que permaneceram neutros durante a rebelião. Mais tarde, o Santo Graal teria sido escavado neste pedaço. Compare o Graal-Pedra de Eschenbach com a não menos mítica Pedra Filosofal que transformava metais comuns em ouro, homens em reis, iniciados em adeptos. Matéria e transmutação, seres humanos e sua transformação. O alemão têm como modelo de fiéis depositários do cálice sagrado os Cavaleiros Templários.
Seria Wolfran von Eschenbach um Templário? Era a época em que Felipe de Plessiez estava à frente da ordem quase centenária. O próprio fato de ser a pedra uma esmeralda se relaciona com a cavalaria. Os cavaleiros em demanda usavam sobre sua armadura a cor verde, sinônimo de vitalidade e esperança. Malcom Godwin, escritor rosacruz, refere-se a Parzifal da seguinte maneira: "Muitos comentadores argumentaram que a história de Parzifal contém, de modo oculto, uma descrição astrológica e alquímica sobre como um indivíduo é transformado de corpo grosseiro em formas mais e mais elevadas".
Nesta obra que é um retrato da Idade Média - feito por quem sabia muito bem sobre o que estava falando - reconhece-se uma verdadeira ordem de cavalaria feminina, na qual se vê Esclarmunda, a virgem guerreira cátara, trazendo o Santo Graal, precedida de 25 segurando tochas, facas de prata e uma mesa talhada em uma esmeralda.
Na descrição do autor da cena de Parzifal no castelo do Rei Pescador (que assim como Jesus, saciara a fome de muitas pessoas multiplicando um só peixe) lemos: "Em seguida apareceram duas brancas virgens, a condessa de Tenabroc e uma companheira, trazendo dois candelabros de ouro; depois uma duquesa e uma companheira, trazendo dois pedestais de marfim; essas quatro primeiras usavam vestidos de escarlate castanho; vieram então quatro damas vestidas de veludo verde, trazendo grandes tochas, em seguida outras quatro vestidas de verde (...). "Em seguida vieram as duas princesas precedidas por quatro inocentes donzelas; traziam duas facas de prata sobre uma toalha. Enfim apareceram seis senhoritas, trazendo seis copos diáfanos cheios de bálsamo que produzia uma bela chama, precedendo a Rainha Despontar de Alegria; esta usava um diadema e trazia sobre uma almofada de achmardi verde (uma esmeralda) o Graal, ‘superior a qualquer ideal terrestre’".
As histórias que fazem parte do chamado "Ciclo do Graal" foram redigidas de 1180 até 1230, o que nos inclina a relacioná-las com a repressão sangrenta da heresia cátara. Conta-se que durante o assalto das tropas do Rei Filipe II de França à fortaleza de Montségur, apareceu no alto da muralha uma figura coberta por uma armadura branca que fez os soldados recuarem, temendo ser um guardião do Graal. Alguns historiadores admitem que, prevendo a derrota, os cátaros emparedaram o Graal em algum dos muros dos numerosos subterrâneos de Montségur e lá ele estaria até hoje.
A "Mesa de Esmeralda" evocada pelas histórias de fundo cátaro relacionam-se de maneira óbvia com outra "mesa": a Tábua de Esmeralda atribuída a Hermes Trismegisto. A partir daí o Graal-Pedra cede lugar ao Graal-Livro.

### O Graal-Livro
O Graal-Taça é tido como um episódio místico e o Graal-Pedra como a matéria do conhecimento cristalizado em uma substância. Já o Graal-Livro é a própria tradição primordial, a mensagem escrita. Em "José de Arimateia", Robert de Boron diz que "Jesus Cristo ensinou a José de Arimateia as palavras secretas que ninguém pode contar nem escrever sem ter lido o Grande Livro no qual elas estão consignadas, as palavras que são pronunciadas no momento da consagração do Graal". De fato, em "Le Grand Graal", continuação da obra de Boron por um autor anônimo, o Graal é associado - ou realmente é - um livro escrito por Jesus, o qual a leitura só pode entender - ou iluminar - quem está nas graças de Deus. "As verdades de fé que este contém não podem ser pronunciadas por língua mortal sem que os quatro elementos sejam agitados. Se isso acontecesse realmente, os céus diluviariam, o ar tremeria, a terra afundaria e a água mudaria de cor". O Graal-Livro tem um terrível poder.

### Um Graal Científico
Em "O Livro da Tradição", no capítulo referente ao Graal, encontramos interessantes referências aos espetaculares fenômenos desencadeados pelas esmeraldas e por outras pedras verdes. Vale a pena reproduzir um trecho que mostra como encarar um assunto de um ponto de vista religioso, místico ou científico, isoladamente, é sempre uma maneira pobre de fazer uma leitura. "Uma descoberta muito recente parece confirmar a hipótese de um Graal possuindo uma realidade a um só tempo sobre os planos espiritual e material, servindo o segundo como um suporte para o primeiro.
"Segundo fontes precisas e confidenciais das quais não nos é possível indicar a origem, os astronautas americanos da expedição da Apolo XIV teriam descoberto na Lua amostras da pedra verde. "A análise em laboratório revelou estranhas propriedades entre as quais a de provocar, graças a certas emissões de nêutrons, um minicampo antigravitacional. "As mesmas pedras verdes, chamadas ‘pedras de lua’ ou ‘pedras das feiticeiras’, são também encontradas na Escócia (sendo entretanto raras), nas Highlands e, segundo a lenda, serviam às feiticeiras para fazer com que elas se deslocassem pelos ares (com que então muitas vezes a realidade supera a ficção!).
"As mesmas amostras de rochas verdes estariam engastadas nos alicerces das criptas das catedrais medievais, bem como na Abadia de Monte Saint-Michel. A catedral de Colônia desfrutaria dessa particularidade, o que teria feito com que ela se beneficiasse com uma miraculosa proteção por ocasião dos bombardeios terríveis que destruíram a cidade em 1944-45 (o campo de força assim criado teria desviado a trajetória das bombas)".
É lógico que esta explicação física para o Graal não exclui a existência de um Graal espiritual e místico do qual o objeto material seria o reflexo. Ao final, pergunta-se: qual a natureza do Graal? Cálice, Pedra ou Livro? Sendo o Graal uma realidade nos planos espiritual, material e humano podemos concebê-lo como "um objeto-pedra (esmeralda) em forma de taça servindo como meio de comunicação entre o céu e a terra segundo um processo descrito e explicado por uma escritura".
Somente homens puros (Percival e Galahad são os arquétipos) poderão servir como ponte e tornarem-se detentores do segredo do Graal que abre caminho aos planos superiores da existência. Esta raça pura, filha da "Raça Solar", é denominada "Raça do Arco" - ou do "Arco-Íris", porque as cores expressas no prisma solar (também chamado Lenço de Íris) são a manifestação física dos diferentes poderes que o homem pode despertar através do Graal. Isso possivelmente só será conseguido no final dos tempos, como encontramos no Apocalipse de João («Logo fui arrebatado em espírito e vi um trono no céu, no qual Alguém estava sentado. O que estava sentado era, na aparência, semelhante à pedra de jaspe e de sardônio; e um arco-íris rodeava o trono, semelhante à esmeralda.» (Apocalipse 4:2–3)).

## Na Cultura Popular
- O Santo Graal já apareceu muitas vezes em diferentes mídias, como na série Knight Fall exibido pelo canal History Channel, no anime Sailor Moon, nos animes e jogos da franquia Fate, no jogo Persona 5, no filme Monty Python e o Cálice Sagrado, no filme O Código Da Vinci, no filme O Sangue dos Templários, em um episódio da série animada Os Padrinhos Mágicos e na série As Aventuras de Merlin sendo referido como Cálice da Vida.
- Aparece também no livro "O jovem templário - O guardião do Graal", escrito por Michael P. Spradlin.
- O Santo Graal também aparece no Jogo MMORPG Runescape, na missão com os Cavaleiros da Tavola Redonda.
- Em Indiana Jones and the Last Crusade o tema do filme era exatamente a busca pelo Graal que é encontrada por Indiana Jones num templo em Petra na Jordânia